# Bericht der Beauftragten für Migration, Flüchtlinge und Integration
Der Bericht der Beauftragten für Migration, Flüchtlinge und Integration ist eine seit 1991 von der deutschen Bundesregierung herausgegebene Serie von Berichten. Die Beauftragte der Bundesregierung für Migration, Flüchtlinge und Integration legt diesen Lagebericht ihres Arbeitsstabes ungefähr alle zwei Jahre dem Deutschen Bundestag vor. Jeder Bericht ist eine wissenschaftliche Aufarbeitung und Zusammenstellung migrations- und ausländerspezifischer Themen und Entwicklungen in aktuellem Kontext.
Aktuell wird der Bericht in den Medien als Integrationsbericht der Bundesregierung oder kurz Integrationsbericht bezeichnet (Volltitel ab 11. Bericht: Bericht der Beauftragten der Bundesregierung für Migration, Flüchtlinge und Integration – Teilhabe, Chancengleichheit und Rechtsentwicklung in der Einwanderungsgesellschaft Deutschland). Die Titel und die Kurzbezeichnungen variieren jedoch von Bericht zu Bericht. Die ersten Berichte der Beauftragten wurden jeweils Bericht über die Lage der Ausländer in der Bundesrepublik Deutschland, kurz Ausländerbericht, genannt.

## Titel, Veröffentlichungsjahre und Themen der bisherigen Berichte
- 1. Bericht (Bericht der Beauftragten der Bundesregierung für die Integration der ausländischen Arbeitnehmer und ihrer Familienangehörigen, März 1991).[B 1] Der erste Ausländerbericht wurde von der Beauftragten der Bundesregierung für die Belange der Ausländer, Lieselotte Funcke, vorgelegt.
- 2. Bericht (Bericht der Beauftragten der Bundesregierung für die Belange der Ausländer über die Lage der Ausländer in der Bundesrepublik Deutschland).[B 2] Der zweite Bericht wurde in Inhalt und Wertung in der alleinigen Verantwortung der Beauftragten der Bundesregierung für die Belange der Ausländer erstellt, gemäß dem Berichtsersuchen des Deutschen Bundestages vom 23. September 1993.[1]
- 3. Bericht (Bericht der Beauftragten der Bundesregierung für Ausländerfragen über die Lage der Ausländer in der Bundesrepublik Deutschland, Dezember 1997)[B 3] Der Bericht zeigte auf, dass der Anteil der Migranten konstant anstieg, aber dass Jugendliche mit ausländischem Hintergrund weiterhin deutlich schlechtere Bildungschancen hatten.
- 4. Bericht[B 4] Der Bericht einen Schwerpunkt bei der Reform des Staatsangehörigkeitsrechts. Er hebt die Bedeutung der europäischen Ebene für Entscheidungen in der Migrationspolitik, behandelt flüchtlingspolitische Themen wie etwa die Aufnahme von Kriegsflüchtlingen und zeigt Integrationshindernisse und Vorschläge zu deren Abbau auf, einschließlich der Sprach- und Integrationsförderung.[2]
- 5. Bericht (Bericht der Beauftragten der Bundesregierung für Ausländerfragen über die Lage der Ausländer in der Bundesrepublik Deutschland, August 2002)[B 5] Der Bericht befasst sich unter anderem mit dem Zuwanderungsgesetz und der Bedeutung der europäischen Ebene für die Migrations- und Integrationspolitik.[3]
- 6. Bericht (Bericht der Beauftragten der Bundesregierung für Migration, Flüchtlinge und Integration über die Lage der Ausländerinnen und Ausländer in Deutschland, August 2005)[B 6] – mit Schwerpunkt auf der Integration in das Bildungssystem und in den Arbeitsmarkt und mit folgenden weiteren Themen: „die Integration in den Sozialraum, die interkulturelle Öffnung der sozialen Dienste und Regeleinrichtungen, die Integration zugewanderter Religionsgemeinschaften, das gesellschaftliche und politische Engagement von Migrantinnen und Migranten sowie auch Aspekte, die gesellschaftlicher Integration entgegenstehen, so Fremdenfeindlichkeit und Diskriminierung, Kriminalität und familiäre Gewalt“.[4]
- 7. Bericht (7. Bericht der Beauftragten der Bundesregierung für Migration, Flüchtlinge und Integration über die Lage der Ausländerinnen und Ausländer in Deutschland, Dezember 2007)[B 7] Im 7. Ausländerbericht wurden erstmals auch diejenigen erfasst, die in Deutschland geboren wurden, deren Vater oder Mutter aber zugewandert sind. Der Bericht hebt einen hohen Anteil an Schulabbrechern und eine geringe Ausbildungsquote unter Zuwanderern trotz verbesserter Konjunktur hervor. Zugleich hebt er eine hohe Selbständigenquote unter Zuwanderern hervor sowie die Schaffung von zwei Millionen Arbeitsplätzen durch Unternehmer ausländischer Herkunft.[5]
- 8. Bericht (8. Bericht der Beauftragten der Bundesregierung für Migration, Flüchtlinge und Integration über die Lage der Ausländerinnen und Ausländer in Deutschland, Juni 2010)[B 8] Der Bericht unterstreicht weiterhin bestehende Probleme vieler Migranten in der Bildung und auf dem Arbeitsmarkt und eine fehlende Chancengleichheit.
- 9. Bericht (9. Bericht der Beauftragten der Bundesregierung für Migration, Flüchtlinge und Integration über die Lage der Ausländerinnen und Ausländer in Deutschland, Juni 2012).[B 9] Dieser Bericht, der sich über den Berichterstattungszeitraum Frühjahr 2010 bis Frühjahr 2012 erstreckt, „informiert über die integrationspolitischen Maßnahmen der Bundesregierung, über die Fortschritte in der Integration sowie über bestehende und neue Herausforderungen. Schwerpunkte des Lageberichts sind Sprache, Bildung und Ausbildung, Arbeitsmarkt, gesellschaftliche Integration und politische Teilhabe, Medien und Integration, Sport, Kultur, Integration vor Ort sowie Fragen des Staatsangehörigkeitsrechts, des Aufenthalts- und Flüchtlingsrechts“.[6]
- 10. Bericht (10. Bericht der Beauftragten der Bundesregierung für Migration, Flüchtlinge und Integration über die Lage der Ausländerinnen und Ausländer in Deutschland, Oktober 2014)[B 10] Der Bericht betrachtete unter anderem die Diskriminierung auf dem Arbeitsmarkt und die Teilnahme am Gesundheitswesen.[7]
- 11. Bericht (Bericht der Beauftragten der Bundesregierung für Migration, Flüchtlinge und Integration – Teilhabe, Chancengleichheit und Rechtsentwicklung in der Einwanderungsgesellschaft Deutschland, Dezember 2016)[B 11] Der Bericht umfasst einen zweijährigen Berichtszeitraum bis einschließlich Juli 2016.[8] Er zeigt unter anderem Erfolge bei den Bildungsabschlüssen von Jugendlichen mit Migrationshintergrund und geringere Erfolge auf dem Arbeits- und Ausbildungsmarkt auf, und er erstellt eine Bilanz zum Integrationsgesetz.[9]
- 12. Bericht (12. Bericht der Beauftragten der Bundesregierung für Migration, Flüchtlinge und Integration: Deutschland kann Integration – Potenziale fördern,  Integration fordern,  Zusammenhalt stärken) vom Dezember 2019 befasst sich mit dem Zeitraum August 2016 bis April 2019.[10]
- 13. Bericht: Der 13. Bericht der Beauftragten erfolgte in diesem Jahr einmalig spezifisch zum Thema Rassismus in Deutschland.[11]

## Ähnliche oder vergleichbare Berichterstattungen
Deutschland
- Migrationsbericht der Bundesregierung
- Familienbericht der Bundesregierung
- Kinder- und Jugendbericht
- Altenbericht

Österreich

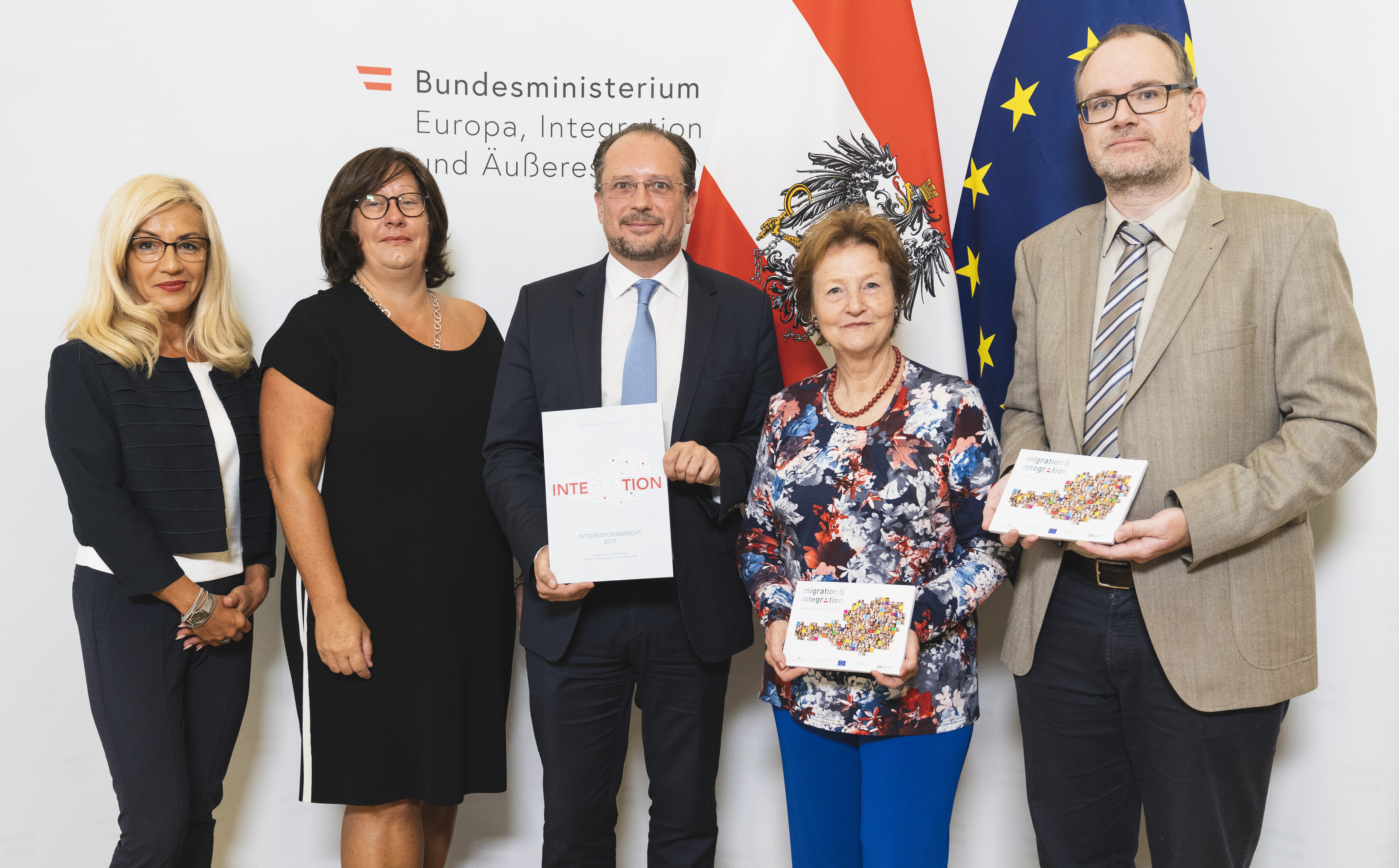
Emina Saric, Katharina Pabel (Vorsitzende des Expertenrats für Integration), Außenminister Alexander Schallenberg, Gudrun Biffl und Stephan Marik-Lebeck (Statistik Austria) bei der Präsentation des Integrationsberichts 2019

- In Österreich wird seit 2011 ein jährlicher Integrationsbericht veröffentlicht.[12] Bei der Vorstellung des Integrationsberichts 2023 „hieß es, dass von den 2022 nach Österreich gekommenen Menschen sieben von zehn Alphabetisierungsbedarf hätten. Rund die Hälfte der Teilnehmenden von ersten Kursen des Integrationsfonds (ÖIF) konnten in keiner Sprache lesen und schreiben, der übrige Teil habe aus Zweitschriftlernenden bestanden, so der Bericht.“[13]